# Carola Bony
Carola Bony (Buenos Aires, Argentina, 24 de noviembre de 1972) es una cantante, compositora y música argentina. Hija del artista plástico Oscar Bony (Posadas, Misiones, 1941-2002).

## Biografía
Comienza a estudiar canto a los 16 años, y a interpretar standars de jazz junto a Noel Schajris. Fruto de esa relación musical nace un Demo que acerca al músico argentino Gustavo Cerati (Soda Stereo) quien junto a Daniel Melero la invitan a colaborar en Colores Santos, legendario álbum del dúo sónico lanzado en 1992 que también contaba con la participación de Flavio Etcheto. Su voz se destacó en “Pudo ser” , canción de tono sexy a dúo con Cerati.
A fines de 1994 edita de manera independiente su primer trabajo, un álbum sin título ni referencia directa a la artista, conocido como “el disco plateado”, hoy objeto de culto en la escena musical argentina. En el disco se pasea por canciones con aire indie rock, electrónica instrumental, y ambient.
Seleccionada en la encuesta anual de “Suplemento Joven de Pagina/12”, “No” y en el suplemento “SÍ” del diario argentino “Clarín” como una de las solistas femeninas del año. La revista Rolling Stone destaca el disco plateado entre las ediciones de ese año.
Grabó coros en “Travesti”, álbum de Daniel Melero editado en 1995.
En 1995 participa del compilado Lady Radio, con la canción “Espejos”, que fue editado por “Sonoridades Amapola”, sello independiente de la banda electrónica “Estupendo”.
En 1996 edita en formato casete “Autista”. Más oscuro que el trabajo anterior, y puramente electrónico, se destacó con “Pow!”, track incluido en el compilado “City Limits – Muchmusic”. Ese mismo año, la canción “Miel” (disco plateado) es incluida en el compilado Español “Zona de Obras - Especial Amor”, y  “Áspid” en el compilado que acompañó presentaciones en vivo como parte del “Segundo Festival de Video y Artes Electrónicas” en el Teatro General San Martín.
En el año 1997 se radica en Londres, donde conoce a James Withehorn (1965 – 2006), icono de la videocultura pop de los años 80 en Inglaterra, con quien filmó el video de su canción “Miel” en 1998 y se relaciona con músicos de la escena brit pop como Suede, Elástica y Blur. Participa ese año en Buenos Aires del ciclo “Mercurio” en el Centro Cultural Rojas aportando los videos que usaba como puesta en sus shows en vivo.
La artista chilena Nicole graba “No soy de nadie”, tercer single del álbum Sueños en tránsito , que producido por Gustavo Cerati y editado por BMG, fue disco de oro y de platino, con más de 25mil copias vendidas.
En un breve viaje por Buenos Aires presenta en Casa José Hernández un repertorio de canciones en inglés, acompañándose en la guitarra. 
En 1999 comienza sus estudios en la novel carrera Sonic Arts en el Lansdown Centre for Electronic Arts de la Universidad de Middlesex, Londres.
En el año 2000 Antonio Birabent graba la canción “Nubes grises” como parte de su álbum “Anatomía”, editado por Subterfuge Records, España. Su versión original, un demo informal de Carola, es incluida en “Antoine”, editado por Ultra Pop, Argentina.
Intermitentemente vuelve a Buenos Aires en el año 2001 debido a la enfermedad de su padre. Tras su fallecimiento en 2002, comienza a ocuparse del management de su obra, y tras concluir sus estudios en Londres retorna definitivamente a Buenos Aires, a fines del 2003.
En el año 2004 vuelve a los escenarios argentinos como integrante de la banda del músico de rock Carca, ocupando el rol de bajista. El trío se completaba con Diego «Panza» Castellano (Babasónicos) en batería. Formó parte de la grabación del sexto disco de Carca, llamado “Uoiea”, y editado por Crack Records en 2009.
En compañía de los mismos músicos comienza a grabar su próximo trabajo en el estudio porteño Circo Beat, junto al ingeniero de sonido Gustavo Iglesias (Babasónicos). En 2010, se distancia del trío y se dedica exclusivamente a la producción de su disco.
En octubre de 2012 se da a conocer su sitio oficial, obra conjunta con el artista audiovisual  Luciano Foglia. Presenta la canción Sórdido como adelanto de su nuevo trabajo de estudio a editarse en 2013, que cuenta con la colaboración de los músicos Carca y Panza, y el productor Ezequiel Araujo.

## Discografía
- 1994, Carola Bony

1: Sin título
2: Enero Díaz
3: Luces
4: Paciencia
5: Miel
6: Vidrio
7: Cena
8: Entero
- 1996, Autista

Lado A
1: Album
2: Clon
Lado B
1: Foco
2: Pow!
- 1997, Estrella (Inédito)

1: Burb
2: Nuevo Juego
3: Áspid
4: Estrella
5: Uno
- 2014, Fantasy

1: Intro
2: Enséñame a aullar
3: No es cierto
4: Cita
5: Sórdido
6: Indecente
7: Dama de noche
8: Vicio Stone
9: Tu perfume el bosque y la manada
10: Erótico
11: Alma guerrera

## Videos
- Cena (1994)
- Citylimits, entrevista con Gary Castro, Muchmusic (1995)"Gitana", "Sin título", "Cena", en vivo
- Programa TV 13/20, entrevista con Nicolás Pauls, ATC (1995)
- Nubes Grises (1996)
- Estrella (1996)
- Uno (1996)
- Áspid (1996)
- Burb (1996)
- Nuevo Juego (1996)
- Miel (1998), filmado por los alumnos de la Universidad James Withehorn, Londres.
- Es Rock! (2006)
- Sórdido (2014)
- Dama de noche (2014)
- Indecente (2014)

## Enlaces
- Site Oficial
- Sórdido Remix by Andrés Servidio (Idiotronic)

- Datos: Q5753118